# Осрбље
Осрбље (слч. Osrblie) насељено је мјесто са административним статусом сеоске општине (слч. obec) у округу Брезно, у Банскобистричком крају, Словачка Република.

## Становништво
| Година:    | 1994. | 2004.   | 2014.   | 2024.   |
| ---------- | ----- | ------- | ------- | ------- |
| Број људи: | 379   | 384     | 379     | 343     |
| Разлика:   |       | +1,31 % | -1,30 % | -9,49 % |

| Година:    | 2023. | 2024. |
| ---------- | ----- | ----- |
| Број људи: | 350   | 343   |
| Разлика:   |       | -2 %  |

Према подацима о броју становника из 2011. године насеље је имало 380 становника.